# Eshnunna

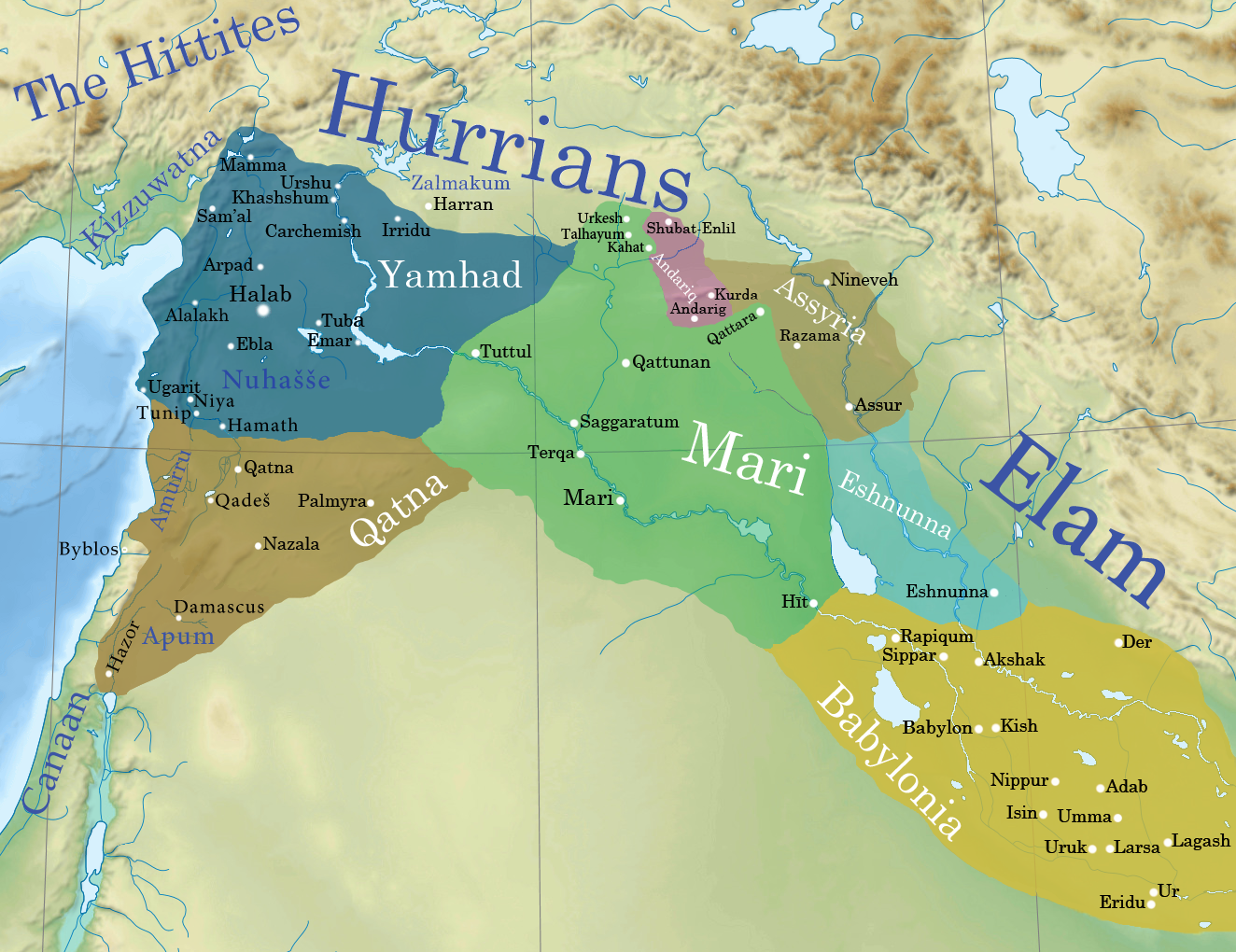
Amploarea influenței Eshnunnei c. 1764 î.Hr. (în albastru deschis).

Eshnunna, cunoscut uneori și ca Tuplias (în zilele noastre - situl Tell Asmar din guvernatoratul Diyala în Irak) a fost un oraș-stat în centrul Mesopotamiei, în Sumerul antic (mai târziu akkadian) Se află în Valea Diyala, la nord-vest de Sumerul propriu-zis. Primul monarh cunoscut al acestui oraș a fost Urguedinna.
Zeitatea tutelară a orașului era Tishpak, dar cunostea si cultele altor zei precum Sin, Adad,și Inanna din Kititum, Abu. Conducătorii mai aveau si zeițe protectoare proprii - Belet-Shuhnir si Belet-Terraban. 

### Conducători
Nu se cunosc numele conducătorilor din perioada Dinastiei timpurii și ai guvernatorilor din timpul Imperiului Akkadian. Eshnunna a fost guvernată,un timp, de dinastia a III-a din Ur, apoi a fost independentă vreme de mai multe veacuri, și, în cele din urmă, după cucerirea ei de către Hammurabi, a avut guvernatori vasali sub stăpânirea Babilonului. Nu se mai cunosc conducători locali după aceea, deși orașul a supraviețuit cel puțin până în Secolul al XII-lea î.Hr..
| Conducător              | Perioada de domnnie      | Observații |
| ----------------------- | ------------------------ | --- |
| Urguedinna              | ~2247 î.Hr               | guvernator sub regele Shulgi din a Treia Dinastie a Urului |
| Bamu                    |                          | guvernator sub regele Shulgi din Ur |
| Kallamu                 |                          | guvernator sub Shulgi din Ur |
| Lugal-Kuzu              |                          | guvernator sub Shulgi din Ur |
| Ituria                  |                          | guvernator sub Shu-Sin din Ur, cunoscut numai din dedicația Templului Shu Sin |
| DŠuiliya                | sec.XXI î.Hr - 2026 î.Hr | a fost zeificat |
| Nūraḫum                 |                          | Contemporan al lui Ishbi-Erra din Isin și al lui Ibbi-Sin of Ur |
| Kirikiri                |                          | |
| Bilalama                | c.1980 î.Hr              | fiul lui Kirikiri, fiica ME-ku-bi s-a măritat cu Tan-Ruhuratir al Elamului |
| Isharramashu            |                          | |
| Uṣurawassu              |                          | |
| Azuzum                  |                          | |
| Urninmarki              |                          | |
| Urningišzida            |                          | |
| Ipiq-Adad I             |                          | Contemporan al lui Abdi-Erah din Tutub și al lui Sumu-abum din Babilon |
| Belakum                 |                          | |
| Sarrija                 |                          | |
| Warassa                 |                          | |
| Ibal-pi-El I            | c. 1860 î.Hr             | se menționează că a construit un tron "încrustat în aur și în perle Meluhha" |
| DIpiq-Adad II           |                          | a domnit cel puțin 36 ani. În al patrulea an de domnie i-a infrânt pe elamiți.Primul conducător care s-a intitulat rege. Zeificat                                                                      |
| DNaram-Sin din Eshnunna | c.1810 î.Hr              | Fiul lui Ipiq-Adad al II-lea , contemporan al lui Shamshi-Adad I, Zeificat |
| Dannum-tāhaz            |                          | |
| Dadusha                 | c.1780 î.Hr.             | Fiul lui Ipiq-Adad al II-lea, contemporan al lui Shamshi-Adad I: |
| Ibal-pi-El al II-lea    | c.1770 î.Hr.             | fiul lui Dadusha, contemporan al lui Zimri-Lim (c. 1775–1761 BC) din Mari, ucis de Siwe-Palar-Khuppak regele Elamului care a cucerit Eshnunna; în al cincilea an de domnie a murit Shamshi-Adad I dies |
| Silli-Sin               | c.1766 î.Hr              | Tratat cu Hammurabi (c. 1792 – c. 1750 î.Hr),în al patrulea an de domnie a luat de soție o fiică a lui Hammurabi                                                                                       |
| Iluni                   |                          | vasal regelui din Babylon, contemporan al lui Samsu-iluna |